# كارلوس روجرز (كرة سلة)
كارلوس روجرز (بالإنجليزية: Carlos Rogers)‏ مواليد 6 فبراير 1971 في ديترويت، هو لاعب كرة سلة أمريكي معتزل. بدأ مسيرته الاحترافية في سنة 1994. تم اختياره من قبل فريق سياتل سوبرسونيكس خلال الدرافت. يبلغ طوله 6 قدم 11 بوصة (2.1 م). حقق المركز الأول في الألعاب الجامعية الصيفية 1993. اعتزل اللعب في 2002.

## المسيرة الاحترافية
لعب مع غولدن ستايت ووريورز في موسم 1994–1995، ثم لعب مع تورونتو رابتورز من سنة 1995 إلى 1998، ثم لعب مع بورتلاند ترايل بلايزرز في موسم 1998–1998، ثم لعب مع هيوستن روكتس من سنة 1999 إلى 2001، ثم لعب مع إنديانا بايسرز في موسم 2001–2002.

## الميداليات
| الميدالية | المسابقة                      |
| --------- | ----------------------------- |
| ذهبية     | الألعاب الجامعية الصيفية 1993 |

## روابط خارجية
- كارلوس روجرز على موقع إن بي أي (الإنجليزية)
- كارلوس روجرز على موقع سبورتس رفرنس (الإنجليزية)
- كارلوس روجرز على موقع كرة السلة الأوروبية.كوم (الإنجليزية)
- كارلوس روجرز على موقع كلية كرة السلة في سبورتس رفرنس.كوم (الإنجليزية)
- كارلوس روجرز على موقع ريلجم (الإنجليزية)
- كارلوس روجرز على موقع بروبوليرز (الإنجليزية)